# Олександр Хубер
Олександр Хубер (нім. Alexander Huber; нар. 25 лютого 1985, Ленінабад, Таджицька РСР) — таджицький та німецький футболіст, захисник. Всю кар'єру провів у німецьких клубах, яких беруть участь у різних за рівнем лігах вище вказаної країни. 2017 року зіграв один матч за національну збірну Таджикистану. Також зіграв декілька матчів за юнацьку та молодіжну збірні Німеччини, а також провів один матч за другу збірну Німеччини.

## Клубна кар'єра
Народився в Ленінабаді (нині Худжанд), на півночі Таджикистану, де проживала найбільша кількість етнічних німців у вище вказаній республіці. Згодом із сім'єю емігрував до Німеччини. У 1990-ті роки був гравцем юнацької та молодіжної команди клубу «Нойштадт» з однойменного міста, куди він переїхав із сім'єю. Згодом грав у молодіжній команді франкфуртського клубу «Айнтрахт». У 2004 році розпочав професіональну кар'єру в цьому ж клубі, який на той час брав участь у Другій Бундеслізі Німеччини. Виступав за «Айнтрахт» до 2006 року. Загалом зіграв за цей клуб 10 матчів. У 2005 році грав в оренді за «Гоффенгайм 1899» (11 матчів), який на той час брав участь у Регіональній лізі Німеччини «Південь».
2007 року виступав за брауншвейзький «Айнтрахт», у складі якого зіграв у 17 матчах. На той час «Айнтрахт» брав участь у Другій Бундеслізі Німеччини. У 2007-2008 роках виступав за «Гамбург II» — другу команду клубу «Гамбург», який бере участь у Регіональній лізі «Північ» чемпіонату Німеччини. Зіграв за гамбурзький клуб 25 матчів.
З 2008 по 2011 рік був одним з основних гравців клубу «Кіккерс» з Оффенбаху-на-Майні, який на той час виступав у Другій Бундеслізі Німеччини. Зіграв за «Кікерс» 90 матчів та відзначився 4-ма голами. З 2011 по 2016 рік виступав за «Франкфурт», який також брав участь у Другій Бундеслізі. Зіграв у складі даного клубу у 157 матчах та відзначився одним голом, був одним з основних гравців команди.
Влітку 2017 року оголосив про завершення футбольної кар'єри.

## Ккар'єра в збірній
У 2002 році зіграв чотири матчі за юнацьку збірну Німеччини (U-17). У 2003-2005 роках виступав за молодіжну збірну Німеччини (U-20), у складі якого зіграв 15 матчів та відзначився одним голом. Учасник чемпіонату світу серед молодіжних збірних 2005 року, який проходив у Нідерландах. На тому турнірі молодіжна збірна Німеччини зупинилася на стадії 1/4 фіналу, програвши молодіжній збірній Бразилії з рахунком 1:2.
У 2006 році зіграв один матч за другу збірну Німеччини, яку називають «Німеччиною Б».
У червні 2017 року Олександра Хубера викликали до національної збірної Таджикистану. Олександр отримав громадянство Республіки Таджикистан та право виступати за національну збірну цієї країни. Дебютний матч Хубера за збірну Таджикистану відбувся 13 червня того ж року, у домашньому матчі кваліфікаційного турніру до Кубка Азії 2019 проти збірної Філіппін. Він вийшов у стартовому складі збірної та був замінений на 46-й хвилині матчу. Це перший та єдиний матч Хубера за збірну Таджикистану.

## Статистика виступів

### Клубна
| Клуб                       | Сезон             | Ліга                       | Ліга  | Ліга | Нацю кубок | Нацю кубок | Єврокубки | Єврокубки | Загалом | Загалом |
| Клуб                       | Сезон             | Дивізіон                   | Матчі | Голи | Матчі      | Голи       | Матчі     | Голи      | Матчі   | Голи    |
| -------------------------- | ----------------- | -------------------------- | ----- | ---- | ---------- | ---------- | --------- | --------- | ------- | ------- |
| «Айнтрахт» (Франкфурт)     | 2004–05           | Друга Бундесліга           | 7     | 0    | 0          | 0          | —         | —         | 7       | 0       |
| «Айнтрахт» (Франкфурт)     | 2005–06           | Бундесліга                 | 0     | 0    | 0          | 0          | —         | —         | 0       | 0       |
| «Айнтрахт» (Франкфурт)     | 2006–07           | Бундесліга                 | 3     | 0    | 1          | 0          | 1         | 1         | 5       | 1       |
| «Айнтрахт» (Франкфурт)     | Загалом           | Загалом                    | 10    | 0    | 1          | 0          | 1         | 1         | 12      | 1       |
| «Гоффенгайм 1899» (оренда) | 2005–06           | Регіональна ліга «Південь» | 11    | 0    | 0          | 0          | —         | —         | 11      | 0       |
| «Айнтрахт» (Брауншвейг)    | 2006–07           | Друга Бундесліга           | 17    | 0    | 0          | 0          | —         | —         | 17      | 0       |
| «Гамбург II»               | 2007–08           | Регіональна ліга Північ    | 25    | 0    | 0          | 0          | —         | —         | 25      | 0       |
| «Кікерс» (Оффенбах)        | 2008–09           | Третя ліга                 | 37    | 1    | 2          | 0          | —         | —         | 39      | 1       |
| «Кікерс» (Оффенбах)        | 2009–10           | Третя ліга                 | 37    | 2    | 1          | 0          | —         | —         | 38      | 2       |
| «Кікерс» (Оффенбах)        | 2010–11           | Третя ліга                 | 16    | 1    | 1          | 0          | —         | —         | 17      | 1       |
| «Кікерс» (Оффенбах)        | Загалом           | Загалом                    | 90    | 4    | 4          | 0          | —         | —         | 94      | 4       |
| «Франкфурт»                | 2011–12           | Друга Бундесліга           | 28    | 0    | 2          | 0          | —         | —         | 30      | 0       |
| «Франкфурт»                | 2012–13           | Друга Бундесліга           | 32    | 0    | 1          | 0          | —         | —         | 33      | 0       |
| «Франкфурт»                | 2013–14           | Друга Бундесліга           | 33    | 1    | 2          | 0          | —         | —         | 35      | 1       |
| «Франкфурт»                | 2014–15           | Друга Бундесліга           | 33    | 0    | 2          | 0          | —         | —         | 35      | 0       |
| «Франкфурт»                | 2015–16           | Друга Бундесліга           | 31    | 0    | 1          | 0          | —         | —         | 32      | 0       |
| «Франкфурт»                | Загалом           | Загалом                    | 157   | 1    | 8          | 0          | —         | —         | 165     | 1       |
| Усього за кар'єру          | Усього за кар'єру | Усього за кар'єру          | 310   | 5    | 13         | 0          | 1         | 1         | 324     | 6       |

### У збірній

#### По роках
| національна збірна Таджикистану | національна збірна Таджикистану | національна збірна Таджикистану |
| Рік                             | Матчі                           | Голи                            |
| ------------------------------- | ------------------------------- | ------------------------------- |
| 2017                            | 1                               | 0                               |
| Загалом                         | 1                               | 0                               |

#### По матчах
| Дата      | Місто   | Господарі   | Результат | Гості     | Турнір                    | Голи | Примітки |
| --------- | ------- | ----------- | --------- | --------- | ------------------------- | ---- | -------- |
| 13-6-2017 | Душанбе | Таджикистан | 2 – 3     | Філіппіни | Відбір до Кубка Азії 2019 | -    | 45'      |
| Усього    |         | Матчів      | 1         |           | Голів                     | 0    |          |